# كاثي فارغاس
كاثي فارغاس (بالإنجليزية: Kathy Vargas)‏ هي مصورة أمريكية، ولدت في 23 يونيو 1950 في سان أنطونيو في الولايات المتحدة.